# Eastwoodia
Eastwoodia é um género botânico pertencente à família Asteraceae.